# Pachypasa directa
Pachypasa directa is een vlinder uit de familie spinners (Lasiocampidae). De wetenschappelijke naam van deze soort is voor het eerst geldig gepubliceerd in 1893 door Mabille.
De soort komt voor in tropisch Afrika.